# New Year (opéra)
Pour les articles homonymes, voir New Year.
New Year est un opéra en trois actes de Michael Tippett sur un livret du compositeur. Il est créé le 27 octobre 1989 à l'Opéra de Houston et produit par Peter Hall.
| Rôle                             | Voix                   | Première, 27 octobre 1989 (Chef d'orchestre: - John DeMain) |
| -------------------------------- | ---------------------- | ----------------------------------------------------------- |
| Jo Ann, psychologue pour enfants | soprano lyrique        | Helen Field                                                 |
| Donny, son jeune frère           | baryton                | Krister St. Hill                                            |
| Nan, leur mère adoptive          | mezzo-soprano          | Jane Shaulis                                                |
| Merlin, l'ordinateur magique     | baryton                | James Maddalena                                             |
| Pelegrin, le cosmonaute          | ténor                  | Peter Kazaras                                               |
| Regan, leur chef                 | soprano                | Richetta Manager                                            |
| The presenter                    | chanteur au microphone | John Schiappa                                               |

## Argument
Jo Ann est un psychologue pour enfants qui souhaite aider les jeunes victimes de la guérilla urbaine dans Terror Town. Mais elle a si peur qu'elle n'ose même pas s'aventurer en dehors de chez elle. Son frère Donny au look rasta est violent dans son comportement envers elle et leur mère adoptive. Mais un engin spatial sorti de nulle part débarque avec à son bord Merlin un ordinateur magique et Pellegrin un cosmonaute, tous deux aux ordres de Reagan le chef de mission. Ce sont des voyageurs du Futur et ils font une halte dans l'appartement de Jo Ann.